# Huw Price
Huw Price, australijski filozof i fizyk. W swoich pracach zajmuje się asymetrią czasu, filozofią fizyki i pragmatyzmem.

## Życiorys
Urodził się w Oksfordzie, ale wyemigrował do Australii w wieku 13 lat. Ukończył Australian National University (Bachelor of Arts), Uniwersytet Oksfordzki (Master of Science) i Uniwersytet Cambridge (doktorat). Od 1989 pracuje w University of Sydney.
W 1989 czasopismo "Nature" opublikowało artykuł Price'a "A point on the arrow of time", w którym wyraził się on krytycznie na temat poglądu i teorii dotyczących czasu głoszonych przez Stephena Hawkinga, między innymi w książce Krótka historia czasu. W swoich pracach Price zajmuje się "asymetrią czasu" w kontekście mechaniki kwantowej. Rozważa zagadnienie: czy to, że postrzegamy czas jako płynący tylko w jednym kierunku oznacza, że naprawdę jest różnica pomiędzy przeszłością a przyszłością. Według Price'a koncept, że przyszłość nie może mieć wpływu na przeszłość jest jedynie antropocentrycznym złudzeniem spowodowanym przez nasze własne, asymetryczne postrzeganie czasu. Założenie, że na poziomie kwantowym informacje mogą płynąć z przyszłości w przeszłość pozwala na rozwiązanie wszystkich paradoksów fizyki kwantowej.
Autor książek:
- Facts and the Function of Truth, Blackwell, Oxford, 1988.
- Time's Arrow and Archimedes' Point: New Directions for the Physics of Time, Oxford University Press, New York, 1996 (polskie wydanie Strzałka czasu i punkt Archimedesa – Asymetria w czasie zjawisk fizycznych).
- Naturalism Without Mirrors, Oxford University Press, 2008.